# Lijst van oorlogsmonumenten in Simpelveld
De Nederlandse gemeente Simpelveld heeft 5 oorlogsmonumenten. Hieronder een overzicht.
| Nr.                             | Object                                  | Herdachte groep                                            | Ontwerper                                                           | Onthulling        | Type       | Locatie                                      | Plaats     | Coördinaten                   | Foto                                    |
| ------------------------------- | --------------------------------------- | ---------------------------------------------------------- | ------------------------------------------------------------------- | ----------------- | ---------- | -------------------------------------------- | ---------- | ----------------------------- | --------------------------------------- |
| 2260                            | Monument in het voormalige gemeentehuis | burgerslachtoffers, vervolgden Nederland, verzet Nederland |                                                                     | 30 december 1951  | plaquette  | Wilhelminastraat, 6351 GN                    | Bocholtz   | 50° 49' 6" NB, 6° 0' 32" OL   | Monument in het voormalige gemeentehuis |
| 2261                            | Monument voor Jürgen G. Krohnke         | geallieerde militairen                                     | Dhr. G. Herbergs                                                    | 17 september 1994 | gedenkmuur | Overhuizerstraat 2, 6351 BE                  | Bocholtz   | 50° 49' 4" NB, 6° 0' 54" OL   | Meer afbeeldingen                       |
| 2262                            | Plaquette in het NS-station             | burgerslachtoffers                                         | Ir. H.G.J. Schelling (ontwerp), H.J. Winkelman (uitvoering)         | 31 maart 1948     | plaquette  |                                              | Simpelveld | 50° 50' 2" NB, 5° 58' 55" OL  | Plaquette in het NS-station             |
| 2263                            | Monument aan het Oranjeplein            | burgerslachtoffers                                         | J.H. van den Bongard (ontwerp), Aannemersbedrijf Laudy (uitvoering) | 11 september 1948 | zuil       | Oranjeplein, 6369 VD                         | Simpelveld | 50° 49' 57" NB, 5° 58' 56" OL | Meer afbeeldingen                       |
| 4123                            | gedenkkruis                             | burgerslachtoffers                                         |                                                                     | 25 september 2010 | kruis      | Wijnstraat bij 21 (Hoeve Keverberg), 6369 GJ | Simpelveld | 50° 51' 3" NB, 5° 58' 24" OL  |                                         |
| Dit oorlogsmonument op Wikidata | Verzetsmonument aan de Schoolstraat     | verzet Nederland                                           | Wil van der Laan                                                    | 28 september 2020 |            | Schoolstraat                                 | Bocholtz   | 50° 49' 14" NB, 6° 0' 7" OL   | Meer afbeeldingen                       |

Beek ·
Beekdaelen ·
Beesel ·
Bergen ·
Brunssum ·
Echt-Susteren ·
Eijsden-Margraten ·
Gennep ·
Gulpen-Wittem ·
Heerlen ·
Horst aan de Maas ·
Kerkrade ·
Landgraaf ·
Leudal ·
Maasgouw ·
Maastricht ·
Meerssen ·
Mook en Middelaar ·
Nederweert ·
Peel en Maas ·
Roerdalen ·
Roermond ·
Simpelveld ·
Sittard-Geleen ·
Stein ·
Vaals ·
Valkenburg aan de Geul ·
Venlo ·
Venray ·
Voerendaal ·
Weert